# Rzucanie śnieżkami

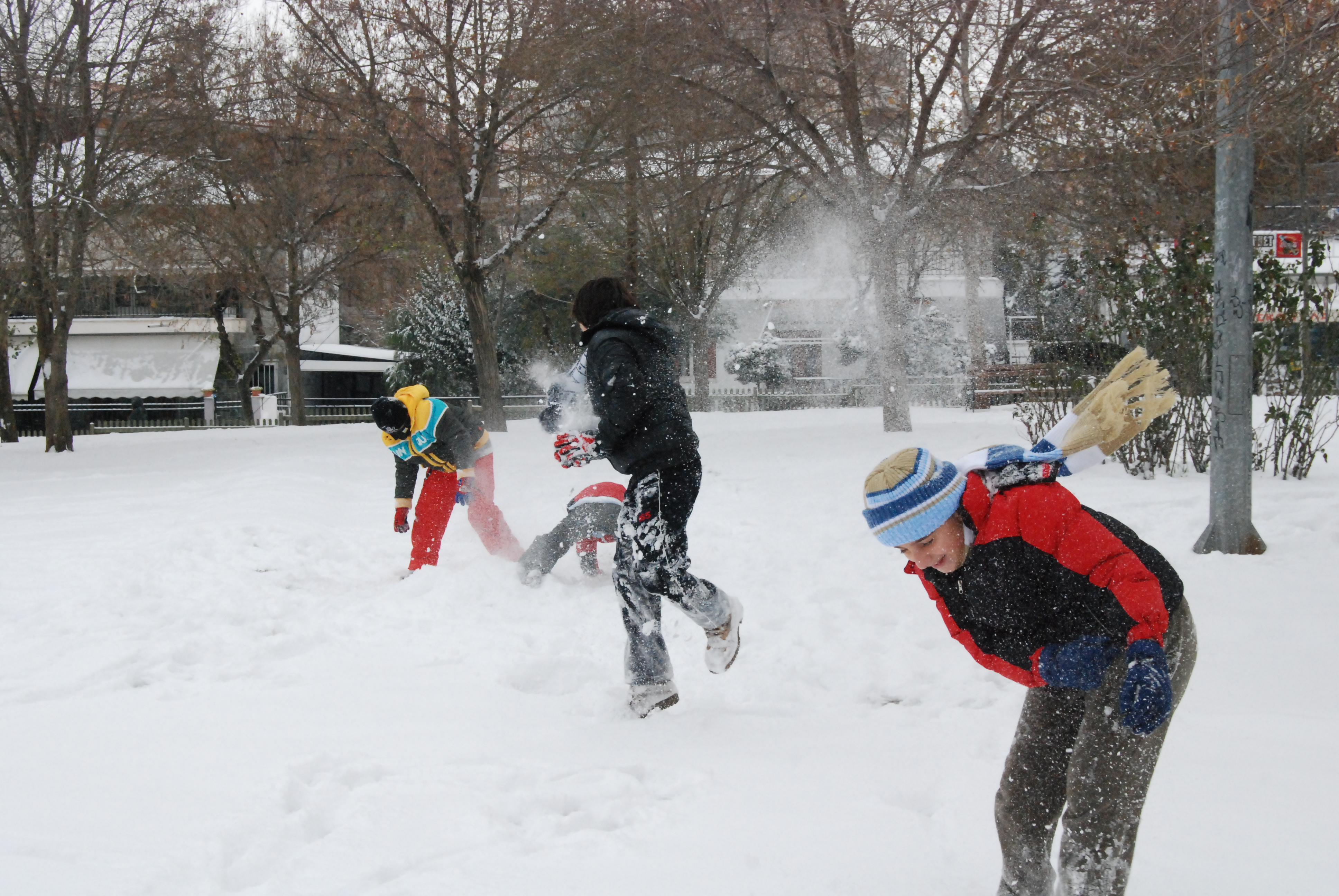
Dzieci rzucające się śnieżkami

Rzucanie śnieżkami, bitwa na śnieżki – jedna z zabaw zimowych na wolnym powietrzu, polegająca na lepieniu śnieżek i rzucaniu nimi w przeciwnika. Ze względu na brak ustalonych zasad, zabawa ta nie jest zaliczana do gier. Zasadniczo zabawa ta jest możliwa tylko przy temperaturach do kilku stopni Celsjusza poniżej zera, gdyż w temperaturach niższych śnieg nie chce się lepić, skutkiem czego nie można uformować śnieżki.
Bawiący się mogą dzielić się na drużyny, których zawodnicy wspomagając się wzajemnie walczą przeciwko zespołowemu przeciwnikowi, jednak równie często okładanie się śnieżkami odbywa się na zasadzie każdy z każdym. Często nawet dla zabawy można rzucić śnieżką w dotychczasowego, zaskoczonego członka własnej drużyny, tak więc w zabawie tej często są zawierane i zrywane doraźne sojusze.
Śnieżki ze względu na swoją budowę raczej nie sprawiają większego zagrożenia dla ciała, jednak osoba dysponująca dużą siłą w rękach jest w stanie uformować tak twardą kulę, że może nią nabić komuś siniaka, a ponadto do kulki śniegowej mogą dostać się bryłki lodu, drobiny podłoża (np. piasek) czy nawet małe kamyki. Dlatego powinno się unikać rzucania śnieżkami w kierunku głowy, czy tym bardziej twarzy, gdyż oprócz ogólnych, chociaż nikłych obrażeń, można komuś uszkodzić oko.
Jeśli rzucanie śnieżkami ma charakter zabawy zespołowej, to drużyny rzucają się śniegiem, dopóki któryś z członków wyczerpany bitwą nie pośliźnie się na śniegu lub nie zostanie  powalony przez innych bawiących się. Wtedy często dochodzi do krótkiego zmasowanego ataku przez zawodników drużyny przeciwnej, polegającego na obsypaniu leżącego śniegiem, a nawet natarciu mu śniegiem odsłoniętych części ciała.
Do lepienia śnieżek powinno używać się „czystego” śniegu, nie zawierającego kawałków lodu ani kamieni, gdyż w innym razie zabawa staje się niebezpieczna dla zdrowia, a nawet życia.